# Fuerza Popular
Fuerza Popular (en català: Força Popular) és un partit polític peruà de dreta i d'abast nacional.

## Història
El partit, inicialment amb el nom Fuerza 2011 fou fundat el 9 de març de 2010 per Keiko Fujimori, filla de l'expresident peruà Alberto Fujimori per la fusió de la coalició Alianza por el Futuro (formada en 2005 per la unió dels partits Cambio 90, Si Cumple Siempre Unidos) i Nueva Mayoría, creats durant el govern d'Alberto Fujimori.
Keiko Fujimori es va postular a la Presidència de la República en les eleccions generals del Perú de 2011 obtenint el segon lloc, portant com a candidats vicepresidencials a Rafael Rey i Jaime Yoshiyama. Ho va intentar novament en les eleccions generals del Perú de 2016, juntament a José Chlimper i Vladimiro Huaroc com a vicepresidents, obtenint novament el segon lloc amb el 49.88% de vots vàlids.
A les eleccions legislatives peruanes de 2020 el fujimorisme de Fuerza Popular va patir un daltabaix significatiu i molt per sota de les seves projeccions, perdent el 80% dels escons i el 76% dels vots obtinguts en les eleccions generals peruanes de 2016, amb el seu tercer pitjor resultat històric i la seva major caiguda des de les eleccions generals peruanes de 2001.

## Resultats electorals
| Eleccions al Congrés de la República del Perú | Eleccions al Congrés de la República del Perú | Eleccions al Congrés de la República del Perú | Eleccions al Congrés de la República del Perú | Eleccions al Congrés de la República del Perú | Eleccions al Congrés de la República del Perú | Eleccions al Congrés de la República del Perú | Eleccions al Congrés de la República del Perú |
| Any                                           | Lider                                         | Vots                                          | %                                             | Escons                                        | +/–                                           | Pos.                                          | Govern                                        |
| --------------------------------------------- | --------------------------------------------- | --------------------------------------------- | --------------------------------------------- | --------------------------------------------- | --------------------------------------------- | --------------------------------------------- | --------------------------------------------- |
| 2011                                          | Keiko Fujimori                                | 2,948,781                                     | 22.97                                         | 37 / 120                                      | Nou                                           | 2n                                            | Oposició                                      |
| 2016                                          | Keiko Fujimori                                | 4,431,077                                     | 36.34                                         | 73 / 130                                      | 36                                            | 1r                                            | Govern                                        |
| 2020                                          | Keiko Fujimori                                | 1,081,174                                     | 7.31                                          | 15 / 130                                      | 58                                            | 3r                                            | Oposició                                      |
| 2021                                          | Keiko Fujimori                                | 1,457,694                                     | 11.34                                         | 24 / 130                                      | 9                                             | 2n                                            | Oposició                                      |

| Eleccions presidencials del Perú | Eleccions presidencials del Perú | Eleccions presidencials del Perú | Eleccions presidencials del Perú | Eleccions presidencials del Perú | Eleccions presidencials del Perú | Eleccions presidencials del Perú | Eleccions presidencials del Perú |
| Any                              | Candidat proclamat president     | vots aconseguits                 | percentatge                      | llista Keiko Fujimori            | vots aconseguits                 | percentatge                      |                                  |
| -------------------------------- | -------------------------------- | -------------------------------- | -------------------------------- | -------------------------------- | -------------------------------- | -------------------------------- | -------------------------------- |
| 2011                             | Ollanta Moisés Humala Tasso      | 7.937.704                        | 51,449 %                         | Fuerza 2011                      | 7,490,647                        | 48,551 %                         |                                  |
| 2016                             | Pedro Pablo Kuczynski Godard     | 8.596.937                        | 50,12 %                          | Fuerza Popular                   | 8.555.880                        | 49,88 %                          |                                  |
| 2021                             | Pedro Castillo Terrones          | 8.836.380                        | 50,126 %                         | Fuerza Popular                   | 8.792.117                        | 49,874 %                         |                                  |